# Andrea Fernández Benéitez
Andrea Fernández Benéitez   (Valencia de Don Juan, 20 d'octubre de 1992) és una advocada i política espanyola, diputada per Lleó en el Congrés dels Diputats durant la XIII legislatura i la XIV legislatura i secretària d'Igualtat en la Comissió Executiva Federal del PSOE.

## Biografia
Es va graduar en Dret en la Universitat de Lleó i després va cursar el Màster en Accés a l'Advocacia per la mateixa universitat. Després de superar la prova d'accés, va obtenir el títol d'advocada l'any 2017 i es va col·legiar com a advocada en el Col·legi Provincial d'Advocats de Lleó (ICAL) en 2017.
En 2014 es va afiliar a l'agrupació socialista de Valencia de Don Juan i va formar part de la candidatura per a les eleccions municipals de 2015. Des de 2017 és secretària d'Igualtat de l'Executiva provincial del PSOE de Lleó. En 2019 va ocupar el lloc número dos de la llista del PSOE per la província de Lleó al Congrés dels Diputats i després de les eleccions generals del 28 d'abril va obtenir un escó com a diputada. En les eleccions generals de novembre de 2019 va tornar a ocupar el segon lloc de les llistes electorals del PSOE per la província de Lleó, revalidant la seva acta de diputada.
El 17 d'octubre de 2021 es va incorporar a la Comissió Executiva Federal del PSOE com a secretària d'Igualtat.